# Boualem Bessaïh

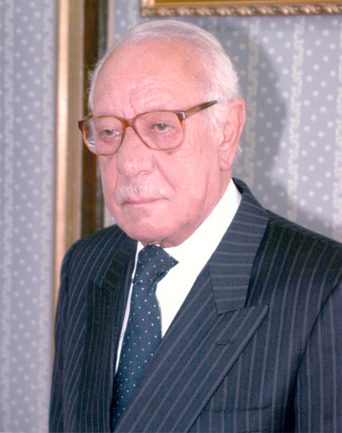
Boualem Bessaïh

Boualem Bessaïh (arabisch بوعلام بسايح)‭ (* 1930 in El Bayadh, Algerien; † 28. Juli 2016 in Algier) war ein algerischer Diplomat und Politiker der Nationalen Befreiungsfront FLN (Front de Libération Nationale).

## Leben
Bessaïh engagierte sich Mitte der 1950er Jahre in der Nationalen Befreiungsarmee (Armée de Libération Nationale) und fungierte von 1959 bis 1962 als Mitglied des Generalsekretariats des Nationalen Rates für die Algerische Revolution (Conseil national de la Révolution algérienne). Nach der Unabhängigkeit Algeriens von Frankreich am 5. Juli 1962 trat er in den auswärtigen Dienst ein, fungierte zwischen 1963 und 1970 als Botschafter in Belgien und war als solcher zugleich als Botschafter in Luxemburg akkreditiert. Nachdem er zwischen 1970 und 1971 Botschafter in Ägypten gewesen war, bekleidete er von 1971 bis 1978 den Posten als Generalsekretär des Außenministeriums, ehe er zwischen 1978 und 1980 Botschafter in Kuwait war.
1980 wurde Bessaïh Informationsminister (Ministre de l’Information) in der Regierung von Premierminister Mohamed Ben Ahmed Abdelghani und hatte dieses Amt bis 1984 inne. Zugleich bekleidete er zwischen 1980 und 1982 auch das Amt des Kulturministers (Ministre de la Culture). In der darauffolgenden Regierung von Premierminister Abdelhamid Brahimi fungierte er von 1984 bis 1986 erst als Minister für Post und Telekommunikation (Ministre des Postes et Télécommunications) sowie im Anschluss zwischen 1986 und 1988 als Minister für Kultur und Tourismus. 1988 löste er Ahmed Taleb Ibrahimi ab und bekleidete zwischen 1988 und seiner Ablösung durch Sid Ahmed Ghozali 1989 das Amt des Außenministers (Ministre des Affaires étrangères) in der Regierung von Premierminister Kasdi Merbah. Er war zwischen 1991 und 1992 als Botschafter in der Schweiz sowie zudem in Personalunion als Botschafter beim Heiligen Stuhl akkreditiert. 1997 wurde er von Staatspräsident Liamine Zéroual zum Mitglied des Nationalrates (Conseil de la nation) ernannt und fungierte als dessen Dritter Vizepräsident sowie als Vorsitzender von dessen Auswärtigem Ausschuss. Er war im Anschluss zwischen 2001 und 2005 Botschafter in Marokko.
Im September 2005 wurde Bessaïh von Staatspräsident Abd al-Aziz Bouteflika als Nachfolger von Mohamed Bedjaoui zum Präsidenten des Verfassungsgerichtshofes (Conseil constitutionnel), des Obersten Gerichts Algeriens, ernannt und hatte diese Funktion bis zu seiner Ablösung durch Tayeb Belaiz im März 2012 inne. Zuletzt fungierte er vom 11. Juni 2016 bis zu seinem Tode am 26. Juli 2016 als Staatsminister (Ministre d’État) und Sonderberater von Staatspräsident Bouteflika.

## Veröffentlichungen
Neben seiner politischen und diplomatischen Laufbahn verfasste Bessaïh zahlreiche Bücher über historische Persönlichkeiten wie Abd el-Kader, Louis-Philippe I., Napoleon III. sowie Abdellah Ben Kerriou. Zu seinen Veröffentlichungen gehören:
- Mohamed Belkheir, Etendard interdit, Paris 1976
- De l’Emir Abdelkader à l’Imam Chamyl. Le héros des Tchétchènes et du Caucase, Dahleb 1997, Neuauflage Algier 2001
- De Louis Philipe à Napoléon III. L’Emir Abdelkader, vaincu mais triomphant, Algier 2002, Neuauflage Beirut 2004.
- Au bout de l’authenticité, la résistance par l’épée ou la plume, Algier 2002
- Abdellah Ben Kerriou, poète de Laghouat et du Sahara, Paris 2003.